# Witold Możdżyński
Witold Jerzy Możdżyński (ur. 6 stycznia 1946 w Kowalewie Pomorskim, zm. 7 sierpnia 2025) – polski górnik i działacz partyjny, poseł na Sejm PRL VII kadencji.

## Życiorys
Syn Franciszka i Anastazji. W styczniu 1969 podjął pracę w Zakładach Górniczych Lubin. W 1972 został absolwentem Technikum Górnictwa Rud dla pracujących w Lubinie, następnie był operatorem maszyn przodkowych w Zakładach Górniczych Lubin.
W 1966 wstąpił do Polskiej Zjednoczonej Partii Robotniczej. Był w niej grupowym partyjnym, zasiadał też w plenum Komitetu Zakładowego w ZG Lubin oraz w egzekutywach Komitetu Miejskiego w Lubinie i Komitetu Wojewódzkiego w Legnicy. W 1976 uzyskał mandat posła na Sejm PRL w okręgu Legnica. Zasiadał w Komisji Górnictwa, Energetyki i Chemii oraz w Komisji Handlu Zagranicznego. Po zakończeniu pełnienia mandatu posła, w latach 1980–1985 był słuchaczem na Wydziale Nauk Społeczno-Ekonomicznych kolejno Wyższej Szkoły Nauk Społecznych przy KC PZPR i Akademii Nauk Społecznych. W 1981 był starszym inspektorem (od kwietnia do maja) i inspektorem (od czerwca do lipca) KM PZPR w Lubinie oraz starszym instruktorem (od sierpnia do września) i starszym inspektorem (od października do grudnia) KW PZPR w Legnicy. Od kwietnia 1981 był ponadto (do lipca 1983) starszym instruktorem w KM partii w Lubinie, a następnie (do stycznia 1984) sekretarzem KM. Od lutego 1984 przed dwa lata pełnił funkcję zastępcy kierownika Rejonowego Ośrodka Pracy Partyjnej w Lubinie, w KW PZPR w Legnicy. Od marca 1986 do maja 1987 był zastępcą kierownika Wydziału Rolnego KW.
Do marca 2017 zasiadał w zarządzie lubińskiego oddziału Stowarzyszenia Emerytów i Rencistów Byłych Pracowników KGHM Polska Miedź S.A.

## Odznaczenia
- Brązowy Krzyż Zasługi